# 2005년 한국시리즈
2005 삼성 PAVV 프로야구 한국시리즈는 10월 15일부터 10월 19일까지 모두 4차전을 벌여 삼성 라이온즈가 두산 베어스를 상대로 4전 전승으로 스윕하며 2002년 이후 3년만에 우승을 차지했다. 한국시리즈 MVP로는 삼성 라이온즈의 오승환 선수가 차지했다.

## 정규 시즌
| 순위 | 구단          | 승 | 무 | 패 | 승률  | 승차 |
| ---- | ------------- | -- | -- | -- | ----- | ---- |
| 1위  | 삼성 라이온즈 | 74 | 4  | 48 | 0.606 | 0.0  |
| 2위  | 두산 베어스   | 72 | 3  | 51 | 0.585 | 2.5  |
| 3위  | SK 와이번스   | 70 | 6  | 50 | 0.583 | 3.0  |
| 4위  | 한화 이글스   | 64 | 1  | 61 | 0.512 | 12.5 |
| 5위  | 롯데 자이언츠 | 58 | 1  | 67 | 0.463 | 18.5 |
| 6위  | LG 트윈스     | 54 | 1  | 71 | 0.432 | 22.5 |
| 7위  | 현대 유니콘스 | 53 | 3  | 70 | 0.430 | 23.5 |
| 8위  | KIA 타이거즈  | 49 | 1  | 76 | 0.391 | 28.5 |

2005년은 정규 시즌 마지막 경기에서 플레이오프 직행 팀이 갈린 해였다. 마지막까지 SK 와이번스가 2위를 달리고 있었고, 두산 베어스가 3위를 차지하고 있었다. 하지만 시즌 막판에 SK는 연패의 늪에 빠졌고, 두산은 기적같은 연승을 이끌면서 결국 마지막 경기에서 두산이 승리하고 SK가 패배하면서 2,3위의 순위가 뒤바뀌는 일이 벌어졌다.

## 플레이오프 결과
|              | 승리팀           | 경기 결과 | 상대팀           |
| ------------ | ---------------- | --------- | ---------------- |
| 준플레이오프 | 한화 이글스(4위) | 3 - 0 - 2 | SK 와이번스(3위) |
| 플레이오프   | 두산 베어스(2위) | 3 - 0 - 0 | 한화 이글스(4위) |

준플레이오프는 정규시즌 마지막 경기에서 아깝게 두산에 밀려 3위로 떨어진 SK 와이번스와 4위 한화 이글스가 경기를 벌였다. 5전 3선승제였던 준플레이오프에서 한화 이글스는 SK 와이번스를 3승 2패로 누르며 플레이오프에 진출했다. 극적으로 정규시즌을 2위로 마쳐 플레이오프에 직행한 두산 베어스는 준플레이오프에서 올라온 한화 이글스를 3전 전승으로 누르며 한국시리즈에 진출했다.

## 출장자 명단

### 삼성 라이온즈
- 감독 - 선동열
- 코치 - 한대화, 양일환, 박흥식, 류중일, 김평호, 전종화
- 투수 - 박석진, 전병호, 오상민, 라형진, 임동규, 권오준, 배영수, 오승환, 안지만, 바르가스, 하리칼라
- 포수 - 진갑용, 이정식
- 내야수 - 양준혁, 김한수, 김재걸, 박종호, 강명구, 조동찬, 박진만, 박석민
- 외야수 - 김종훈, 김대익, 심정수, 강동우, 박한이

### 두산 베어스
- 감독 - 김경문
- 코치 - 김광수, 윤석환, 한영준, 최훈재, 김태형, 김민호
- 투수 - 이재우, 정재훈, 김성배, 금민철, 이혜천, 조현근, 김명제, 이재영, 박명환, 랜 들, 리오스
- 포수 - 홍성흔, 강인권
- 내야수 - 안경현, 홍원기, 김동주, 정원석, 나주환, 손시헌
- 외야수 - 전상렬, 장원진, 김창희, 문희성, 임재철, 최경환, 윤승균

## 한국시리즈 경기 결과

### 경기 기록
| 일시                                                                  | 경기  | 원정팀(선공)  | 스코어 | 홈팀(후공)    | 개최 구장             | 개시 시각 | 관중수   |
| --------------------------------------------------------------------- | ----- | ------------- | ------ | ------------- | --------------------- | --------- | -------- |
| 10월 15일(토)                                                         | 1차전 | 두산 베어스   | 2 - 5  | 삼성 라이온즈 | 대구시민운동장 야구장 | 14시 00분 | 12,000명 |
| 10월 16일(일)                                                         | 2차전 | 두산 베어스   | 2 - 3  | 삼성 라이온즈 | 대구시민운동장 야구장 | 14시 30분 | 12,000명 |
| 10월 18일(화)                                                         | 3차전 | 삼성 라이온즈 | 6 - 0  | 두산 베어스   | 서울종합운동장 야구장 | 18시 00분 | 30,500명 |
| 10월 19일(수)                                                         | 4차전 | 삼성 라이온즈 | 10 - 1 | 두산 베어스   | 서울종합운동장 야구장 | 18시 00분 | 30,500명 |
| 우승 : 삼성 라이온즈 (3번째), 한국시리즈 MVP : 오승환 (삼성 라이온즈) |       |               |        |               |                       |           |          |

### 1차전
10월 15일 - 대구시민운동장 야구장
| 팀                                                                | 1 | 2 | 3 | 4 | 5 | 6 | 7 | 8 | 9 | R | H  | E | B |
| 두산 베어스                                                       | 2 | 0 | 0 | 0 | 0 | 0 | 0 | 0 | 0 | 2 | 6  | 0 | 4 |
| 삼성 라이온즈                                                     | 0 | 0 | 1 | 0 | 2 | 0 | 2 | 0 | X | 5 | 10 | 1 | 5 |
| 승리 투수: 하리칼라 패전 투수: 리오스 세이브: 오승환 홀드: 권오준 |   |   |   |   |   |   |   |   |   |   |    |   |   |

- 애국가 : 가수 박정현
- 시구 : 탤런트 한혜진 (MBC '굳세어라 금순아' 주인공)

### 2차전
10월 16일 - 대구시민운동장 야구장
| 팀 | 1 | 2 | 3 | 4 | 5 | 6 | 7 | 8 | 9 | 10 | 11 | 12 | R | H  | E | B |
| 두산 베어스                                                                                             | 0 | 1 | 0 | 0 | 0 | 0 | 0 | 1 | 0 | 0  | 0  | 0  | 2 | 10 | 0 | 5 |
| 삼성 라이온즈                                                                                           | 0 | 0 | 0 | 0 | 0 | 0 | 1 | 0 | 1 | 0  | 0  | 1  | 3 | 11 | 2 | 4 |
| 승리 투수: 오승환 패전 투수: 이재영 세이브: 없음 홀드: 없음 홈런: 삼성 – 김대익 (정재훈 상대로 9회 1점) |   |   |   |   |   |   |   |   |   |    |    |    |   |    |   |   |

- 애국가 : 가수 거미
- 시구 : 수영선수 김진호 (세계정신지체장애인 수영선수권대회 우승자)
- 삼성 김대익, 9회말 동점홈런
- 삼성 김종훈, 끝내기 안타

### 3차전
10월 18일 - 서울종합운동장 야구장
| 팀 | 1 | 2 | 3 | 4 | 5 | 6 | 7 | 8 | 9 | R | H | E | B |
| 삼성 라이온즈 | 0 | 1 | 0 | 0 | 0 | 0 | 0 | 5 | 0 | 6 | 5 | 1 | 6 |
| 두산 베어스 | 0 | 0 | 0 | 0 | 0 | 0 | 0 | 0 | 0 | 0 | 8 | 1 | 3 |
| 승리 투수: 마르틴 바르가스 패전 투수: 박명환 세이브: 없음 홀드: 오상민, 권오준 홈런: 삼성 – 양준혁 (이재우 상대로 8회 3점), 진갑용 (금민철 상대로 8회 2점) |   |   |   |   |   |   |   |   |   |   |   |   |   |

- 애국가 : 가수 박효신
- 시구 : 골프선수 최경주

### 4차전
10월 19일 - 서울종합운동장 야구장
| 팀 | 1 | 2 | 3 | 4 | 5 | 6 | 7 | 8 | 9 | R  | H  | E | B |
| 삼성 라이온즈                                                                                               | 1 | 0 | 2 | 1 | 0 | 0 | 0 | 4 | 2 | 10 | 16 | 0 | 6 |
| 두산 베어스                                                                                                 | 0 | 0 | 0 | 0 | 0 | 1 | 0 | 0 | 0 | 1  | 8  | 0 | 0 |
| 승리 투수: 하리칼라 패전 투수: 리오스 세이브: 없음 홀드: 권오준 홈런: 삼성 – 박한이 (리오스 상대로 3회 1점) |   |   |   |   |   |   |   |   |   |    |    |   |   |

- 애국가 : 가수 장윤정
- 시구 : 김원기 국회의장

## 방송 중계
| 방송 채널      | 캐스터(한국시리즈 차전) | 해설위원 | 비고  |
| -------------- | ----------------------- | -------- | ----- |
| KBS 1TV        | 표영준(2)               | 하일성   | [ 1 ] |
| MBC TV         | 송인득(1), 한광섭(4)    | 허구연   |       |
| SBS TV         | 배기완(3)               | 박노준   |       |
| KBS SKY Sports | 유수호(4)               | 이용철   |       |
| MBC ESPN       | 한명재(4)               | 한민정   |       |
| SBS Sports     | 임용수(4)               | 이광권   |       |